# Sweethearts (1938)
Sweethearts is een Amerikaanse muziekfilm uit 1938 onder regie van W.S. Van Dyke. Het scenario is deels gebaseerd op de gelijknamige operette uit 1913 van de Amerikaanse componist Victor Herbert.

## Verhaal
Gwen Marlowe en Ernest Lane zijn een stel, dat samen een duo vormt op Broadway. Ze krijgen een contract om films te maken in Hollywood. Ze tekenen dat contract niet, omdat Gwen gelooft dat Ernest een affaire heeft met zijn assistente. Ze besluiten apart te spelen, totdat ze uiteindelijk weer worden herenigd in een voorstelling op Broadway.

## Rolverdeling
| Acteur             | Personage       |
| ------------------ | --------------- |
| Jeanette MacDonald | Gwen Marlowe    |
| Nelson Eddy        | Ernest Lane     |
| Frank Morgan       | Felix Lehman    |
| Ray Bolger         | Hans            |
| Florence Rice      | Kay Jordan      |
| Mischa Auer        | Leo Kronk       |
| Herman Bing        | Oscar Engel     |
| George Barbier     | Benjamin Silver |
| Reginald Gardiner  | Norman Trumpett |
| Fay Holden         | Hannah          |
| Allyn Joslyn       | Dink            |
| Lucile Watson      | Mevrouw Marlowe |
| Gene Lockhart      | Augustus        |
| Kathleen Lockhart  | Tante Amelia    |
| Berton Churchill   | Sheridan        |
| Terry Kilburn      | Broer           |
| Raymond Walburn    | Orlando         |
| Douglas McPhail    | Harvey          |
| Betty Jaynes       | Una             |
| Olin Howland       | Appleby         |
| Dalies Frantz      | Pianist         |

## Prijzen en nominaties
| Jaar | Prijs  | Categorie    | Genomineerde(n)                | Uitslag     |
| ---- | ------ | ------------ | ------------------------------ | ----------- |
| 1938 | Oscars | Beste muziek | Herbert Stothart               | Genomineerd |
| 1938 | Oscars | Beste geluid | Douglas Shearer                | Genomineerd |
| 1938 | Oscars | ere-Oscar    | Allen M. Davey Oliver T. Marsh | Gewonnen    |

## Filmmuziek
- Wooden Shoes
- Every Lover Must Meet His Fate
- Happy Day
- Sweethearts
- Pretty as a Picture
- The Game of Love
- The Message of the Violet
- Keep It Dark
- Badinage
- On Parade
- Little Grey Home in the West